# Wellington Partners Venture Capital
Wellington Partners ist ein paneuropäisches Venture-Capital-Unternehmen mit Büros in London, München, Zürich und Palo Alto und einem Fondsvolumen von rund 800 Millionen Euro. Die Gesellschaft investiert europaweit außerbörsliches Beteiligungskapital in der Gründungs- und Wachstumsphase, insbesondere in den Bereichen digitale Medien, Cleantech und Biowissenschaften.

## Geschichte
1991 gründete Rolf Christof Dienst Wellington Partners, nachdem er bereits in den 1980er Jahren mit TVM Capital eine der ersten und bis heute größten deutschen Venture Capital-Gesellschaften aufgebaut hatte. 1998 startete Wellington Partners den ersten Fonds Wellington Partners I dem 2000 ein zweiter Fonds mit einem Volumen von 210 Millionen Euro folgte. Auch auf Wunsch von Investoren legte Wellington Partners 2004 einen ersten reinen Technologiefonds über 150 Millionen Euro auf, 2006 einen Life Science-Fonds. Anfang 2008 schloss das Unternehmen seinen jüngsten Technologiefonds über 265 Millionen Euro.

## Beteiligungen
Wellington Partners investierte bislang in mehr als 100 Unternehmen in Europa und Israel. Aus dem Bereich Digital Media gehören dazu unter anderem Alando, Astaro, ciao.de, EyeEm, Hailo, ImmoScout24, net mobile, Qype, Retailo, SAF, Spotify, Webmiles, Xing und 123tv. Dem Segment Life Sciences sind unter anderem Actelion, immatics, mtm laboratories, Quanta Computer, Sapiens und Sensimed zuzuordnen.